# Centro de Estudios Públicos
El Centro de Estudios Públicos (CEP) es un think tank chileno creado como fundación sin fines de lucro en el año 1980. Sus trabajos de investigación se relacionan con las políticas públicas, la modernización del Estado y las ciencias sociales y humanidades, con un énfasis en temas de economía, educación, salud, medio ambiente, entre otros. En general, el CEP destaca por su defensa de la democracia representativa, el Estado de Derecho y la promoción de los valores de la libertad. En 2021 de acuerdo con el ranking "Global Go To Think Tanks" de la Universidad de Pensilvania, fue catalogado como uno de los mejores think tank del mundo ocupando la posición 109 de un total de 11.175 instituciones evaluadas, siendo así el quinto mejor en América Latina y el primero en Chile.

## Fundación (1980)

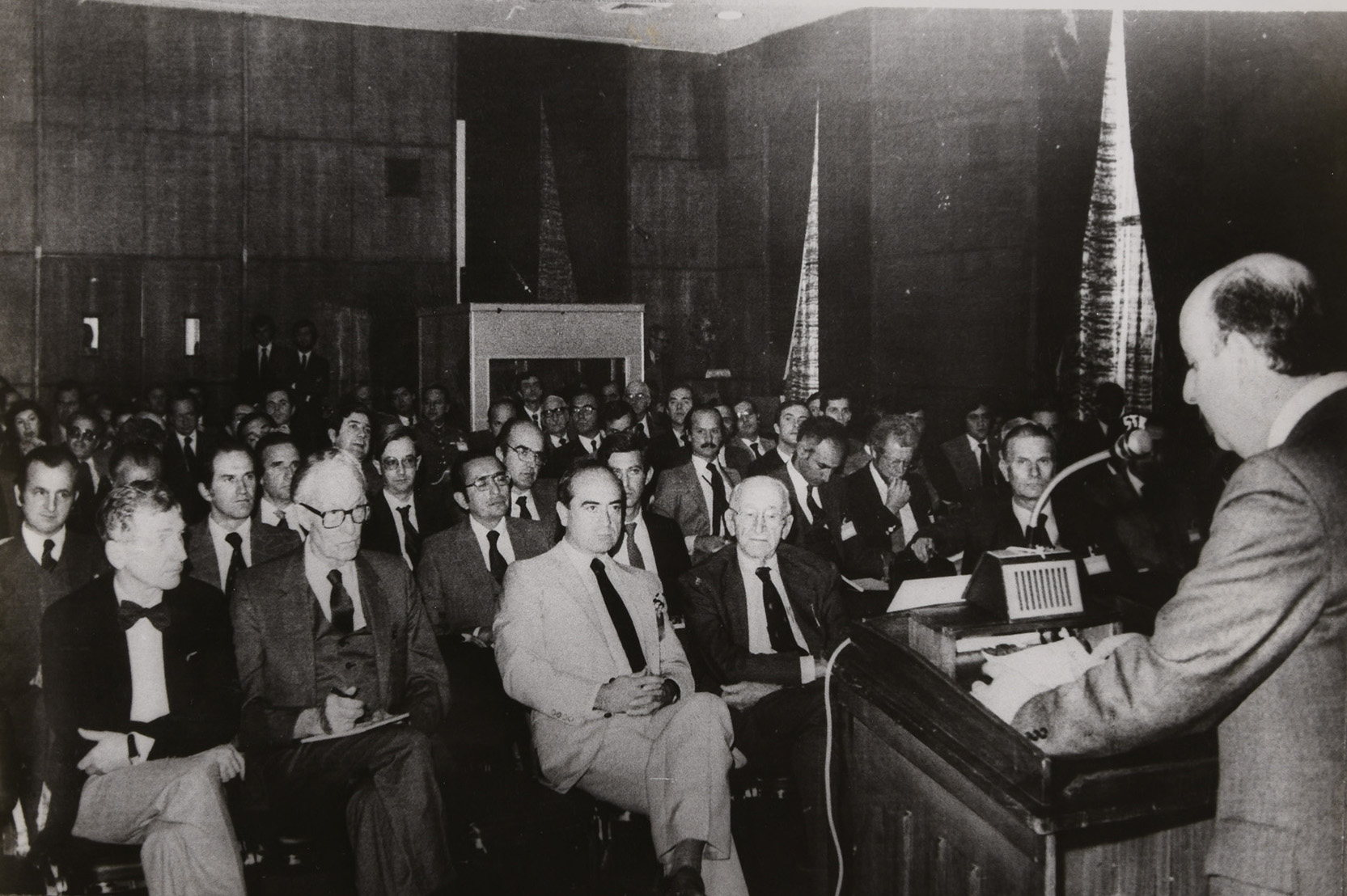
El presidente del CEP, Jorge Cauas, dio la bienvenida a la conferencia “Fundamentos para un sistema social libre” en abril de 1981. Entre los asistentes estuvieron Friedrich Hayek, Theodore Schultz, Ernst Mestmäcker y Chiaki Nishiyama

Ya en la década de 1950 los centros académicos independientes, generalmente asociados al cultivo de las ciencias sociales, proliferaban en Chile y Latinoamérica. Una de las instituciones más icónicas de este período fue la Facultad Latinoamericana de Ciencias Sociales (FLACSO), fundada en 1957. En la década siguiente, su número aumentó considerablemente al alero del estudio y promoción de proyectos reformistas. Entonces se crearon: el Centro para el Desarrollo Económico y Social de América Latina (DESAL), el Centro Latinoamericano de Población y Familia (CELAP); el Centro de Investigación y Desarrollo de la Educación (CIDE); el Instituto Latinoamericano para el Desarrollo Sostenible (ILADES) y la Corporación de Promoción Universitaria (CPU). Luego del golpe de Estado de 1973 en Chile, y la intervención que los militares realizaron en las universidades, estos think tanks y ONG sirvieron como espacios de libertad intelectual y adoptaron un tono generalmente crítico al sistema económico escogido por la dictadura. En ese contexto surgieron instituciones como el Centro de Estudios Humanísticos (ICHEH) (1974), la Corporación de Estudios para Latinoamérica (CIEPLAN) (1976), el Centro de Estudios de la Realidad Contemporánea (CERC) o el Centro de Estudios del Desarrollo (CED), estos últimos en 1980.
En ese contexto de crítica al sistema capitalista de parte de las ONG y think tanks chilenos, en 1980 se fundó el CEP por un grupo de economistas, intelectuales y empresarios de la época cuyo propósito original fue dar sustento conceptual a la transición a la democracia que se avecinaba. El grupo fundador estuvo compuesto por Jorge Cauas, Julio Philippi, Pablo Baraona, Sergio de Castro, Arturo Fontaine Aldunate, Roberto Kelly y Carlos Urenda, a los que se sumaron Hernán Cortés Douglas como primer director y Juan Carlos Méndez, en el cargo de subdirector. El premio Nobel de Economía Friedrich Hayek fue elegido presidente honorario de la institución, cargo que mantuvo hasta su muerte.

## Administración

### Presidentes del Consejo Directivo
A lo largo de su historia, el Consejo Directivo del CEP ha tenido seis presidentes. Entre 1980 y 1982, dicho cargo fue ejercido por el economista Jorge Cauas. Entre 1982 y 1984, fue el turno del economista Pablo Baraona, quien tuvo la responsabilidad de sortear gran parte de la crisis económica de 1982. Posteriormente, Sergio Baeza ejerció la presidencia entre 1984 y 1987. El empresario Eliodoro Matte Larraín presidió esta fundación entre 1987 y 2015, año en que presentó su renuncia, para ser reemplazado el 4 de diciembre de 2015 por el abogado Enrique Barros Bourie, quien fue elegido por unanimidad. Enrique Barros era hasta entonces consejero del CEP desde 1985. El 14 de diciembre de 2018 fue reemplazado por Juan Obach González, empresario con estudios en la Universidad de Standford. A partir del 1 de agosto de 2025, el empresario financiero Juan Carlos Camus asumió la presidencia del CEP.

### Directores ejecutivos
Hernán Cortés Douglas (1980-1982), economista formado en la Universidad Católica y Universidad de Chicago, fue el primer director del CEP. Bajo su administración se realizaron seminarios con importantes figuras del liberalismo de la época, como Friedrich Hayek, Gordon Tullock, Theodore Schultz, Milton Friedman y James M. Buchanan. Hernán Cortés dejó su cargo en abril de 1982.
Entre abril y septiembre de 1982, el economista Álvaro Donoso asumió la dirección del CEP.
Arturo Fontaine Talavera, filósofo y escritor formado en la Universidad de Chile, Universidad Católica y la Universidad de Columbia tomó el cargo de director ejecutivo entre 1982 y 2014. Bajo su mirada multidisciplinaria se establecieron puentes con la Concertación de Partidos por la Democracia, lo que se concretó en seminarios, charlas y trabajos colectivos con diversas instituciones.
Entre 2014 y 2018 Harald Beyer, economista de la Universidad de Chile y doctorado en economía en la Universidad de California Los Ángeles (UCLA), asumió la dirección del CEP. Desde 1987 estuvo vinculado a la institución. En su período, se profundizó el trabajo de modernización del Estado entre otros importantes temas. Adicionalmente, se organizó el endowment del Centro de Estudios Públicos con un fondo inicial de 50 millones de dólares. En 2018, Beyer dejó el CEP para asumir la rectoría de la Universidad Adolfo Ibáñez.
A partir de 2018, Leonidas Montes asumió como director ejecutivo. Leonidas Montes estudió Ingeniería Civil Industrial y Filosofía en la Universidad Católica de Chile y cursó su doctorado en economía la Universidad de Cambridge, King’s College. Se desempeñó como decano y profesor titular de la Escuela de Gobierno de la Universidad Adolfo Ibáñez. Fue también presidente del directorio de Televisión Nacional de Chile y actualmente es miembro del directorio de la International Adam Smith Society.

## Oradores notables

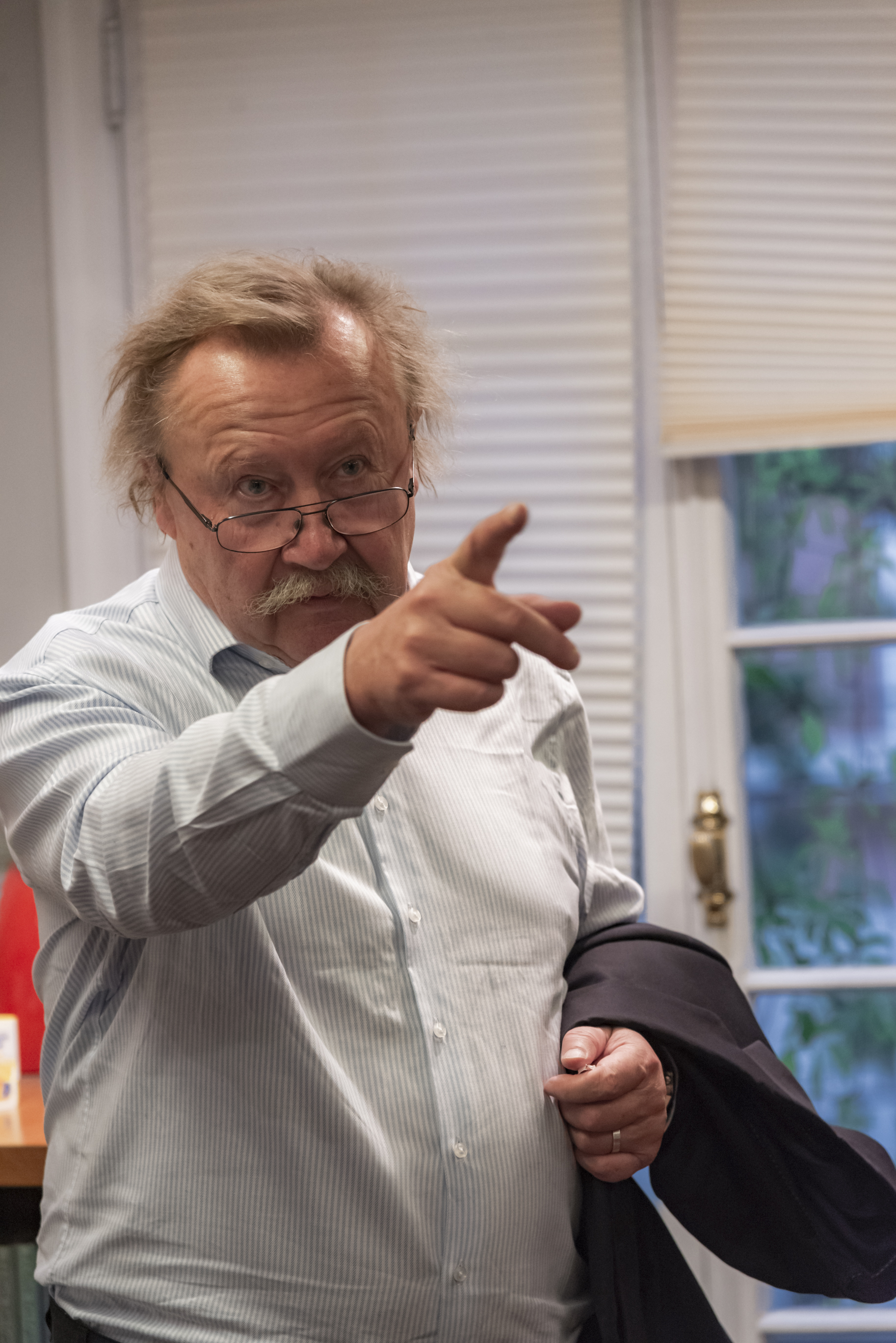
Peter Sloterdijk, visita al CEP 2018

En sus más de 40 años de historia, el CEP se ha caracterizado por invitar a destacadas figuras del mundo político, económico y cultural, tanto de Chile como del extranjero. Entre ellos, han sobresalido intelectuales laureados con el Premio Nobel y autoridades civiles de diferentes países.

### Premios Nobel
A la fecha, el CEP ha recibido la visita de seis premios Nobel: cuatro de Economía, uno de Literatura y uno de Física. En 1981 fue la oportunidad de los Nobel de Economía Friedrich Hayek y Theodore Schultz. En 1996 fue el turno del también Nobel en Economía Robert Lucas. Posteriormente, en 2010, asistieron al CEP el premio Nobel de Física James Cronin, y el premio Nobel de Economía James Heckman, con motivo de la conmemoración de los 30 años del CEP. En el año 2011 Mario Vargas Llosa visitó la institución en su calidad de Premio Nobel de Literatura. Por último, en 2019, el CEP recibió la visita del premio Nobel de Economía Richard Thaler.

### Otras visitas destacadas
Además de los premios Nobel, un número importante de intelectuales han pasado por el CEP en las últimas cuatro décadas. Entre ellos están Michael Novak (1983 y 1988), Hernando de Soto (1987), Mario Vargas Llosa (1989, 2005 y 2011), Peter Berger (1990, 1997, 2005), Francis Fukuyama (1992), Salman Rushdie (1995), Norman Foster (1999), el juez de la Corte Suprema de Estados Unidos Stephen Breyer (1999), Ian McEwan (2009), Deirdre McCloskey (2011), Daron Acemoğlu (2012), Orlando Figes (2014), Peter Sloterdijk (2018), Antonio Escohotado (2018), Ha-Joon Chang (2019), Kimberly Noble (2019), Beatriz Sarlo (2019) y Manuel Castells (2019).

### Presidentes y Primeros Ministros
La institución ha recibido la visita de gobernantes y exgobernantes durante sus 41 años de historia. Los presidentes y expresidentes de la República de Chile que han concurrido al Centro han sido: Ricardo Lagos Escobar (2001, 2015), Eduardo Frei Ruiz-Tagle (1993, 2009) Michelle Bachelet Jeria (2006, 2015) y Sebastián Piñera Echenique (2016). Desde el exterior, sobresale la asistencia de la ex premier británica Margaret Thatcher, en 1993. Ese mismo año, Václav Klaus, primer ministro de la República Checa, dio una conferencia en la institución. El año 2020, la ex primera ministra de Nueva Zelanda, Helen Clark, conversó con Leonidas Montes, actual director del CEP, y la entonces investigadora del CEP Isabel Aninat.

## Temas de interés

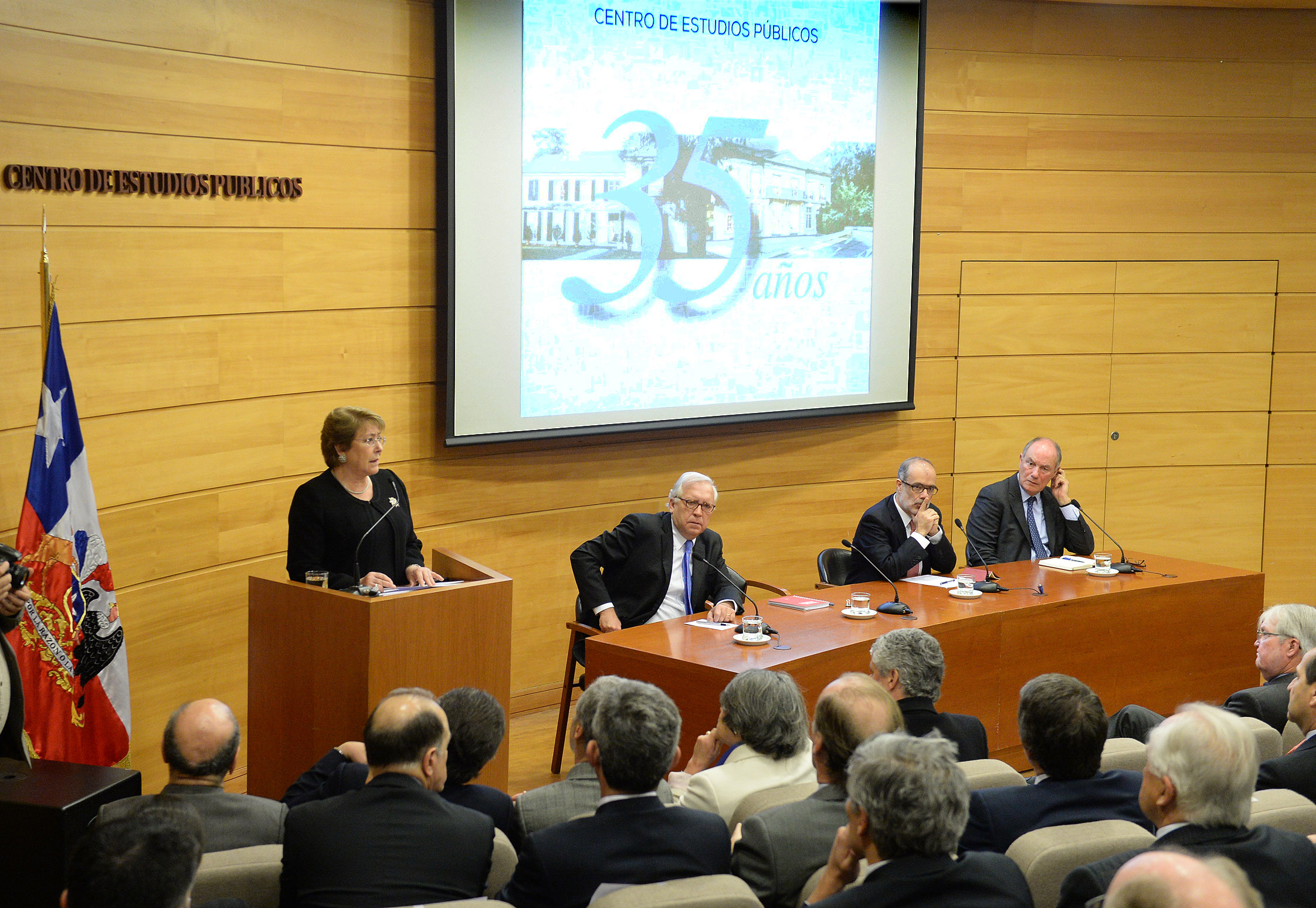
Michelle Bachelet asiste a seminario con motivo de los 35 años del Centro de Estudios Públicos

A lo largo de su historia, el CEP ha investigado diferentes temáticas, entre las cuales han sobresalido estudios sobre la democracia, la opinión pública, la modernización del Estado, las políticas públicas y las ciencias sociales y humanidades.

### Democracia y Constitución
Si bien estos temas han sido abordados constantemente a través del tiempo, algunos eventos que destacan son los siguientes. En la década de 1980, el CEP organizó una serie de seminarios sobre la transición a la democracia y el sistema de partidos, invitando a académicos cercanos al oficialismo y la oposición, entre los que se encontraban Jaime Guzmán, Andrés Allamand, Edgardo Boeninger, Francisco Cumplido y Ángel Flisfisch. En la década de 1990 se desarrollaron discusiones sobre los primeros años del retorno a la democracia. En esa línea destaca la reunión entre ministros del gabinete del presidente Patricio Aylwin e investigadores del CEP en 1991. En 1997 Peter Berger expuso sobre la importancia del pluralismo en la sociedad contemporánea. Ya en los años 2000 se presentó el libro Modernización del régimen electoral chileno (2007). Posteriormente, en 2012, se publicó el libro Democracia con partidos. Informe para la reforma de los partidos políticos en Chile. Unos años más tarde se presentó el trabajo Diálogos Constitucionales (2015), y se publicó el libro Propuestas constitucionales y La academia y el cambio constitucional en Chile (2016).
Para acompañar el proceso constitucional, el CEP ha realizado seminarios, publicado libros, estudios, propuestas y herramientas sobre el tema. Todas ellas están contenidas en la sección “El Momento Constitucional” de su página web. En 2021 se inauguró la Plataforma Constitucional del CEP, que tiene por tarea el análisis y seguimiento del proceso constitucional chileno iniciado en 2021.

### Derechos Humanos
El CEP también recopiló y difundió varios informes y apoyó instancias asociadas a la búsqueda de justicia y verdad sobre las violaciones a los derechos humanos cometidas durante la dictadura de Augusto Pinochet. En 1991 se publicó en Estudios Públicos el “Informe de la Comisión Nacional de Verdad y Reconciliación (informe Rettig)”. En el número 79 de la revista institucional, correspondiente al año 2000, se publicó el artículo del profesor de derechos humanos de la Universidad de Chile y miembro de la Comisión Verdad y Reconciliación, José Zalaquett, titulado “La mesa de diálogo sobre derechos humanos y el proceso de transición política en Chile”. El año 2005 el CEP documentó el “Informe de la Comisión Nacional sobre Prisión Política y Tortura (Informe Valech), y respuestas institucionales”.

### Opinión pública

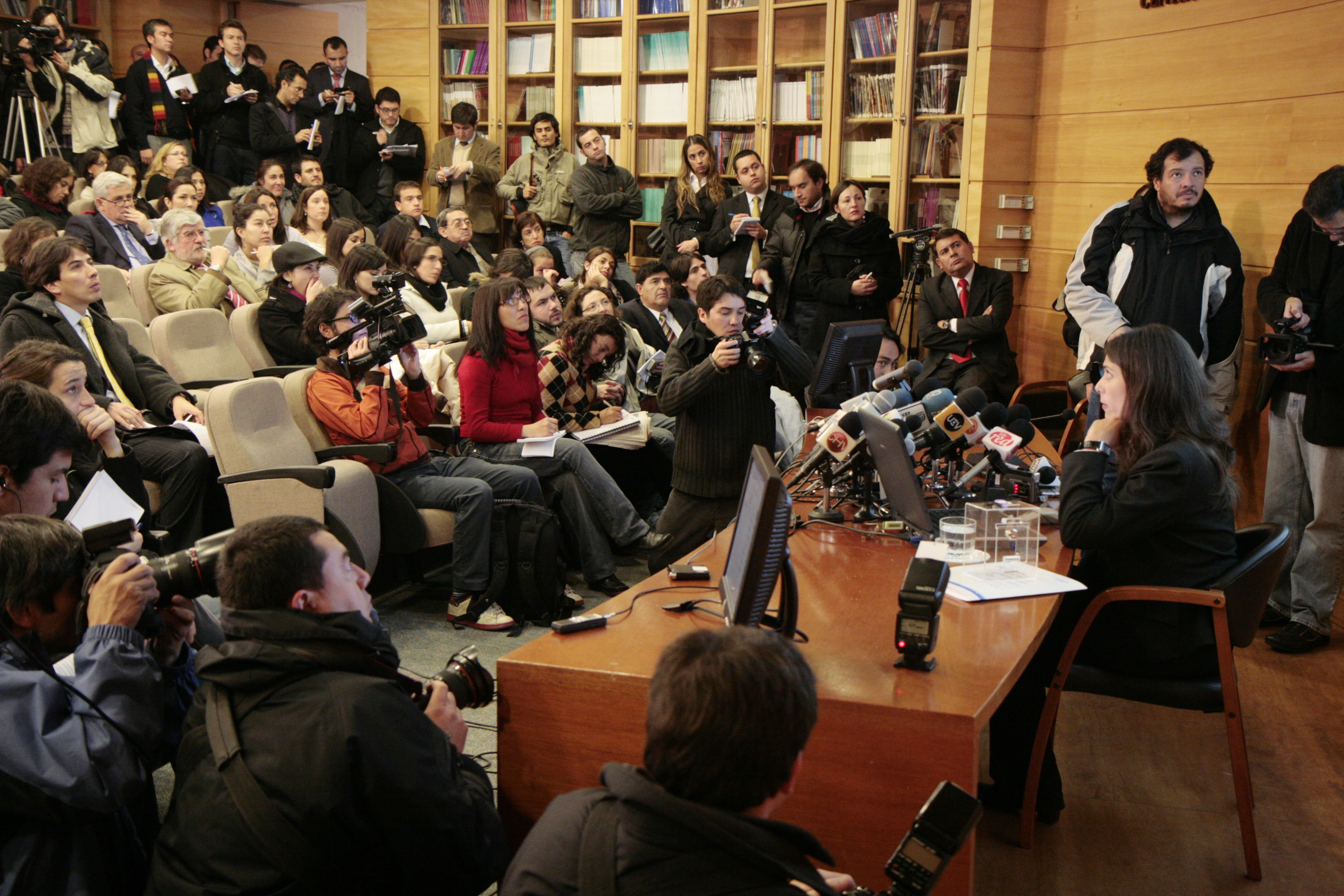
Encuesta CEP

Los Estudios de opinión pública del CEP se iniciaron con la primera encuesta publicada el año 1987.
Entre las encuestas de mayor relevancia pública destaca el estudio de octubre de 1988. Ese trabajo estaba pensado para ser publicado el 3 de octubre de ese año; sin embargo, al estar a dos días del plebiscito se decidió mantener los resultados en reserva para no influir en la elección. No obstante, la información apareció en The New York Times el día anterior al plebiscito. En aquel trabajo se daba por ganadora a la opción NO con un 52% de las preferencias, mientras que la opción SÍ solo llegaba al 32%. Finalmente, el resultado de la elección daría un 55,99% a la opción NO y un 44,01% al SÍ.
En 1999, se libró una de las elecciones más reñidas de la historia chilena entre Joaquín Lavín, candidato de la Alianza por Chile, y Ricardo Lagos, de la Concertación de Partidos por la Democracia. Entonces, la encuesta CEP adelantó una estrecha elección con una leve ventaja para el candidato concertacionista (39,2%) por sobre su contraparte derechista (36,7%). El resultado de esa elección dio un 47,96% para Lagos y un 47,51% para Lavín.
A partir de la década de 2000, el CEP ha llevado a cabo dos estudios de opinión pública a comunidades mapuche. La primera, la encuesta número 53, se tituló “Los Mapuche rurales y urbanos hoy”, de mayo de 2006. Diez años después, se publicó su continuación en mayo de 2016. Por otro lado, el CEP se integró en 1998 al International Social Survey Programme (ISSP), un programa de cooperación internacional entre encuestadoras para analizar temas relacionados con las ciencias sociales. Desde entonces, se han publicado trabajos sobre religión, (1998, 2008, 2018), desigualdad social (2000, 2009, 2019), medio ambiente (2000), redes sociales (2002), familia y roles de género (2002, 2012), identidad nacional (2003), ciudadanía (2005, 2015), rol del gobierno (2006, 2016), tiempo libre y deportes (2007), y salud (2011). La encuesta CEP tiene su propio gobierno corporativo estructurado en el Comité de Opinión Pública, integrado por académicos internos y externos a la institución. Esto le otorga una dirección colegiada e independencia de cualquier influencia que pueda limitar sus criterios metodológicos y procedimentales, así como la transparencia en el procesamiento y presentación pública de los datos.

### Modernización del Estado
En la década de 1980, se organizaron diversos seminarios sobre la modernización del Estado, en algunas de esas instancias participaron los economistas Vittorio Corbo, Dominique Hachette y el expresidente Sebastián Piñera. 
En 1991, el CEP convocó a un grupo de destacados juristas nacionales para producir un libro colectivo titulado Proposiciones para la Reforma del Sistema Judicial, el cual fue un importante aporte a la posterior reforma judicial chilena.
En la primera década de 2000, el CEP publicó un informe que se plasmaría en el libro Reforma del Estado. Vol. I: financiamiento político, cuyo objeto era regular el financiamiento de la política y crear un Sistema de Alta Dirección Pública. Luego, mediante el trabajo de comisiones con integrantes del mundo privado, académico y público, se publican dos libros: Un Estado para la Ciudadanía: Informe de la Comisión de Modernización del Estado (2017) y Un Estado para la Ciudadanía: Estudios para su modernización (2018).

### Políticas públicas
El CEP, a través de la realización de investigaciones interdisciplinarias, rigurosas y relevantes para la sociedad y su bienestar, ha abordado variadas materias, tales como: economía, salud, educación, sistema de pensiones, medioambiente, pueblos indígenas, migraciones, sistemas políticos, modernización del estado, procesos constitucionales.

### Ciencias sociales y humanidades
A través de seminarios, libros y su revista Estudios Públicos, el CEP ha abordado diferentes ramas de las humanidades y las ciencias sociales. Destacan las antologías y selecciones de escritos en Estudios Públicos, y que incluyen a Maquiavelo, Dante, Kant, Hegel, Burke, Montesquieu, Tocqueville, Eliot, Voegelin, entre muchos otros.  Con respecto a la historia, se ha enfocado en la de la democracia en Chile y la de la izquierda chilena. Sobre el primer punto, destaca el libro La democracia en Chile: trayectoria de Sísifo, de Joaquín Fermandois, y Chile constitucional, de Juan Luis Ossa. Respecto al segundo punto, sobresalen Documentos de la izquierda chilena, de Víctor Farías; La revolución inconclusa: la izquierda chilena y el gobierno de la Unidad Popular, también de Fermandois; Vidas Revolucionarias, de Cristián Pérez y Los mil días de Allende de Arturo Fontaine y Miguel González Pinto.

## RevistaEstudios Públicos

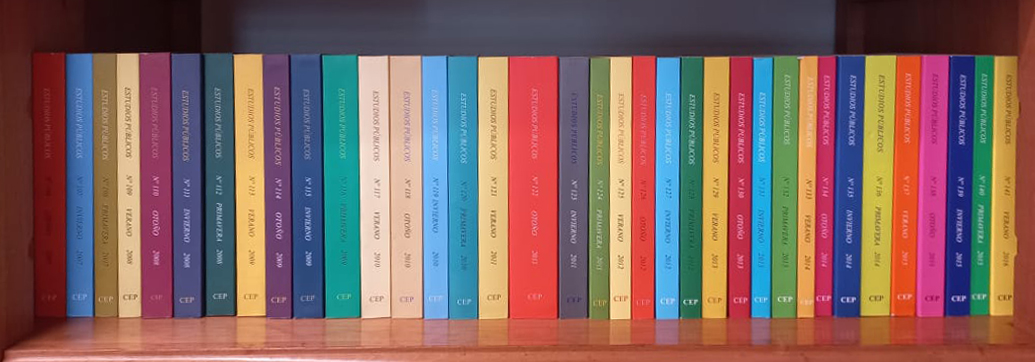
Revista Estudios Públicos

Estudios Públicos es la revista trimestral del CEP, fundada en 1980. De acuerdo con los politólogos Alfredo Rehren y Marco Fernández, Estudios Públicos fue una de las revistas con más publicaciones sobre ciencia política entre los años 1980 y 2000, sobresaliendo en el apartado de teoría política, historia política y políticas públicas.
La revista ha tenido diferentes números conmemorativos en honor a intelectuales u obras de interés para el CEP; entre ellos, sobresalen el número 50, dedicado a Hayek; el 100, dedicado al Quijote; el 122, en honor a Vargas Llosa; y la edición especial destinada a Nicanor Parra contenida en el 136.
Desde el año 2020, Estudios Públicos ha iniciado un proceso de actualización y adecuación a los estándares de revistas internacionales en ciencias sociales y humanidades. Actualmente es una “revista arbitrada, de carácter multidisciplinar y con foco en los problemas más relevantes que enfrenta el espacio público en una sociedad libre y democrática”. Con una plataforma propia en el estándar OJS (Open Journal System), la revista ha renovado su estructura de contenidos, sus procedimientos y sus normas editoriales, orientándose a temas de interés público a través de artículos científicos, discusiones temáticas y reseñas de libros recién publicados en Chile y el extranjero.
A septiembre de 2021, Estudios Públicos lleva 163 números.

## Puntos de Referencia
La serie Puntos de Referencia se inició en el año 1987 y se caracteriza por publicar ensayos o síntesis de propuestas de corta extensión y fácil lectura sobre un tema determinado. Con el fin de responder al carácter interdisciplinar de la investigación realizada en el CEP, en 2021 la serie Puntos de Referencia se dividió en tres áreas: Economía y Políticas Públicas, Política y Derecho, y Humanidades y Ciencias Sociales. Cada una de estas áreas cuenta con un cuerpo editorial específico. 

## Financiamiento
El CEP se financia principalmente a través de la contribución de personas jurídicas y naturales que aportan una donación anual a la institución en virtud del artículo 46 del DL 3069 de 1979. Por acuerdo de su Consejo Directivo se ha establecido que ningún conglomerado económico o empresa puede donar más del diez por ciento de su presupuesto anual. También, en pos de la transparencia, el CEP publica los nombres de los donantes, los montos donados (en rangos) y los estados financieros auditados externamente.
Para proyectos específicos, el CEP ha contado con el apoyo de fundaciones estadounidenses, como la National Endowment for Democracy (NED), Ford Foundation, Institute for the Study of Economic Culture de la Universidad de Boston, Tinker Foundation, entre otras.